# Główna linia Chūō
Główna linia Chūō (jap. 中央本線 Chūō-honsen), powszechnie nazywana linią Chūō, jest jedną z głównych linii kolejowych w Japonii. Pociągi kursują pomiędzy Tokio a Nagoją, aczkolwiek jest to najwolniejsze połączenie między tymi dwoma miastami. Wiodąca wybrzeżem linia Tōkaidō jest nieco szybsza, podczas gdy najszybszym połączeniem jest Tōkaidō Shinkansen.
Linia jest podzielona na dwie części. Linia Chūō Wschodnia (jap. 中央東線 Chūō-tōsen) jest obsługiwana przez East Japan Railway Company (JR East), a drugi odcinek – Linia Chūō Zachodnia (jap. 中央西線 Chūō-saisen) obsługuje Central Japan Railway Company (JR Central). Punktem granicznym jest stacja Shiojiri, gdzie pociągi ekspresowe zarówno z Tokio, jak i Nagoi, odbijają na linię Shinonoi, która prowadzi do Matsumoto i Nagano. Największe natężenie ruchu występuje na skrajnych odcinkach linii. W jej środkowej części ruch jest względnie mały – na odcinku z Shiojiri do Nakatsugawy pociągi lokalne kursują dwa razy na godzinę, a raz na godzinę jedzie ekspres.
Linia Główna Chūō wiedzie przez górskie masywy w centralnej części wyspy Honsiu. Najwyższy punkt osiąga niedaleko stacji Fujimi – około 900 m n.p.m. Jadąc wzdłuż wschodniego odcinka linii z okien pociągu widoczne są m.in. szczyty: Akaishi i Kiso oraz masyw Yatsu-ga-take. Zachodni odcinek linii wiedzie wzdłuż starej autostrady Nakasendō oraz przez dolinę Kiso.

## Trasa
- Całą trasa (Tokio - Nagoya razem z odgałęzieniami): 424,6 km
- Odcinek wschodni (Tokio - Shiojiri): 222,1 km
  - Tokio - Kanda: 1,3 km (oficjalnie część linii Tōhoku)
  - Kanda - Yoyogi: 8,3 km
  - Yoyogi - Shinjuku: 0,7 km (oficjalnie część linii Yamanote)
  - Shinjuku - Shiojiri: 211,8 km
  - Odcinek wschodni - odgałęzienie do Tatsuno (Okaya - Tatsuno - Shiojiri): 27,7 km
- Odcinek zachodni (Shiojiri - Nagoya): 174,8 km
  - Shiojiri - Kanayama: 171,5 km
  - Kanayama - Nagoya: 3,3 km (wzdłuż linii Tōkaidō)

## Tabor
Od 26 grudnia 2006 roku w rejonie Tokio linia jest obsługiwana przez EZT serii E233 jest to wersja rozwojowa pociągów serii E231 używanych na innych liniach podmiejskich w rejonie Tokio